# Monique Ranou
Pour les articles homonymes, voir Ranou et Rannou.
Monique Ranou, initialement Monique Rannou, créée en 1905, est depuis 1992 une marque propre du groupement Les Mousquetaires, distribuée dans ses enseignes Intermarché.

## Histoire
Monique Rannou est créée en 1905 et a pour slogan en 1986 « Il est si bon de faire confiance à une femme ». La marque est utilisée pour les produits frais distribués par le groupe Les Mousquetaires. 
Les grands-parents de Jean-Pierre Rannou [avec deux « n »] ouvrent en 1905 leur première charcuterie à Quimper en Bretagne. En 1967, Jean-Pierre et leur belle fille Monique Rannou prennent la direction de l'entreprise,. Dans les années 1970-1980, l'entreprise installe de nouvelles usines de production à Saint-Évarzec et rachète la société Autret à Quimper. 
Dès 1990, alors que « les produits vendus à la coupe avaient la préférence du consommateur », la firme se spécialise en anticipant le développement de la vente de charcuterie en libre-service(ex : produits « maigres et non allégés » avec une gamme « Ligne minceur »). 
En 1992, Intermarché entre au capital de la société. 
En 1997, à la suite d'un référendum auprès du personnel, la semaine de 4 jours (32 heures) est adoptée moyennant une annualisation du temps de travail pouvant augmenter le nombre d'heures de travail supplémentaires non majorées en fonction des pics d'activité. En 2021, 40 % des 600 employés sont toujours aux 32 heures, les nouvelles embauches étant faites pour 35 heures.
En 1998, Monique Rannou perd un « n » en devenant une marque Intermarché, après six ans de partenariat avec la famille Rannou.
En 2014, un projet de nouvelle usine de jambons de 13 millions d'euros est finalement abandonné,.  
En 2015, le livre de Bérengère Lepetit, Un séjour en France, chronique d'une immersion, est critiqué par des représentants du personnel. L'auteur leur répond.  
De 1990 à 2017 Monique Ranou est présidée par Jean-Pierre Ropars. Il est remplacé par Frédéric Bebiot.
Depuis le 16 février 2010, la dénomination de la société est Société Charcutière de l'Odet (S.C.O).
En 2020, l'entreprise Monique Ranou est sanctionnée par l'Autorité de la concurrence d'une amende de 31,7 millions d'euros pour s'être entendue entre 2010 et 2013 avec 11 autres industriels sur leur approvisionnement auprès des abatteurs de porc,.

## Activité
En 2019, Monique Ranou vend 42 000 tonnes de charcuterie par an. La marque est le 2ᵉ producteur en France de charcuterie en libre service,[source secondaire nécessaire]. En 2018, le chiffre d'affaires de l'entreprise Monique Ranou est de 189 millions.

### Les produits
Dans les produits proposés sous la marque Monique Ranou, on retrouve de la charcuterie, des produits traiteur et des surgelés[réf. nécessaire].

### Publicité télévisée
Le distributeur Intermarché passe la marque à la télévision pour la première fois en 1995 avec la publicité Elle y a pensé  puis Le Répondeur la même année. Puis, en 1998, Les Jumeaux et La Petite Fille et From Quimper [réf. nécessaire] en 2012.

### Slogan
- « Il est si bon de faire confiance à une femme » (1986)[5].